# San i njegov polubrat Smrt
San i njegov polubrat Smrt (eng. Sleep and his Half-brother Death) je ulje na platnu engleskog prerafaelitskog slikara Johna Williama Waterhousea koji je poznat po svojim slikama s tematikom iz grčke mitologije i književnosti.
Djelo je nastalo 1874. godine te ju je Waterhouse priredio za izložbu na Kraljevskoj akademiji. Na slici su prikazani Hipno i Tanatos odnosno personifikacije sna i smrti u grčkoj mitologiji. Slika je naišla na dobar prijam kod publike te je izlagana na Akademiji gotovo svake godine sve do umjetnikove smrti. Inspiracija za njeno stvaranje bila je slikareva osobna tragedija kada su mu umrla oba mlađa brata od tuberkuloze te je nastala ubrzo nakon njihove smrti.
Djelo se danas nalazi u privatnoj kolekciji britanske multinacionalne korporacije Sotheby's.